# Abū ʿUbaid al-Bakrī
Abū ʿUbaid ʿAbd Allāh ibn ʿAbd al-ʿAzīz al-Bakrī (arabisch أبو عبيد عبد الله بن عبد العزيز البكري, DMG Abū ʿUbaid ʿAbd Allāh b. ʿAbd al-ʿAzīz al-Bakrī; * 1014 in Huelva; † 1094) war ein andalusischer Geograph und Historiker. Er schrieb über Europa, Nordafrika und die arabische Halbinsel. Seine Arbeiten sind bekannt für ihre Objektivität. Der Mondkrater Al-Bakri wurde nach ihm benannt.
Al-Bakrīs Vater war Gouverneur der Provinz Huelva und wurde von al-Mu'tadid abgesetzt. Daraufhin zog al-Bakrī nach Córdoba, wo er geographische und historische Studien betrieb. Er lebte sein ganzes Leben in al-Andalus und reiste nie zu den Orten, von denen er schrieb.

## Werke
Seine Hauptwerke waren:
- Kitāb al-Masālik wa-l-Mamālik (1068; Buch der Reisewege und Königreiche). Das Buch wurde von William Mac Guckin de Slane unter dem Titel Description de l'Afrique septentrionale in Algier 1858–1859 ediert und ins Französische übersetzt. Neue Editionen erschienen Paris 1913, 1965, Beirut 1992 und 2003 in zwei Bänden. Das Werk wurde in Frankfurt am Main, 1993 in der Reihe Publications of the Institute for the History of Arabic-Islamic Science. Islamic geography (Nr. 134–135) neu gedruckt.  Es basiert auf Berichten früherer Autoren wie Muhammad ibn Yūsuf al-Warrāq, Ibrāhīm ibn Yaʿqūb und Abū l-Hasan ʿAlī ibn Muhammad an-Naufalī.[2] Für jedes Gebiet beschreibt al-Bakrī die Leute, ihre Gebräuche, ebenso wie Geographie, Klima und Hauptstädte. Das Werk ist auch eine wichtige Quelle für die Geschichte der Idrisiden und der Bargawata.[3]
- Kitāb Muʿǧam mā staʿǧam. Handschriftliche Edition von Ferdinand Wüstenfeld unter dem Titel Geographisches Wörterbuch. 2 Bde. Göttingen/Paris 1876–1877. Digitalisat – Ed. Muṣṭafā as-Saqqāʾ. Maktabat al-Ḫānǧi, Kairo, 1996. Digitalisat

## Belege
1. ↑  Lévi-Provençal: Abū ʿUbayd al-Bakrī. In: Encyclopaedia of Islam, 2. Auflage, Band I, S. 155.
2. ↑  Vgl. Beck: L' image d'Idrīs II. 1989, S. 22–27.
3. ↑  Vgl. Beck: L' image d'Idrīs II. 1989, S. 21–29.

| Personendaten    | Personendaten                                          |
| ---------------- | ------------------------------------------------------ |
| NAME             | Abū ʿUbaid al-Bakrī                                    |
| ALTERNATIVNAMEN  | Abu Ubaid Abdullah ibn Abdulaziz ibn Muhammad al-Bakri |
| KURZBESCHREIBUNG | spanisch-arabischer Geograph und Historiker            |
| GEBURTSDATUM     | 1014                                                   |
| GEBURTSORT       | Huelva                                                 |
| STERBEDATUM      | 1094                                                   |